# 神戸学院大学の人物一覧
神戸学院大学の人物一覧（こうべがくいんだいがくのじんぶついちらん）は、神戸学院大学に関係する人物の一覧記事。

## 教員
- 山鳥重 - 元人文学部教授、医学者、文学者
- 野田春美 - 人文学部教授
- 水品善之 - 栄養学部准教授、The Open Food Science Journal編集長
- 飯田忠雄 - 元法学部教授、元海上保安大学校教授、元参議院議員、元衆議院議員
- 大島俊之 - 元法学部教授、法学者
- 磯村哲 - 元法学部教授、法学者
- 俵静夫 - 元法学部教授、法学者
- 木戸蓊 - 元法学部教授、政治学者
- 大隅健一郎 - 元法学部教授、商法学者、最高裁判所判事
- 龍田節 - 元法学部教授、商法学者
- 田邊光政 - 元法学部教授、法学者
- 渡辺顗修 - 元法学部教授、法学者
- 三木谷良一 - 元教授
- 永吉一郎 - 元客員教授
- 江弘毅 - 元人文学部客員教授
- 上脇博之 - 法科大学院実務法学研究科教授
- 井上宗次 - 英文学者
- 一海知義 - 中国文学者
- 伊谷純一郎 - 元人文学部教授、生態学者
- 高坂美恵子 - 経営学部教授、日本女子陸上競技選手
- 金益見 - 人文学部講師、民俗学者（ラブホテル研究）
- 岡部芳彦 - 経済学部教授、ウクライナ研究会（国際ウクライナ学会日本支部）会長
- 中野雅至 - 現代社会学部教授
- 松井隆司 - 元法学部教授、吹奏楽部音楽監督
- 谷正人 - 元人文学部講師、神戸大学人間発達環境学研究科准教授、民族音楽学者、サントゥール奏者
- 中西勝 - 元人文学部教授
- ニック・バルア - 現代社会学部[1]

## 著名な出身者

### 政治
- 美延映夫 - 衆議院議員、元大阪市会議員
- 松浦大悟 - 元参議院議員、元秋田放送アナウンサー
- 阪上善秀 - 元衆議院議員、元宝塚市長
- 松永恭二 - 香川県丸亀市長
- 松本均 - 元高砂市議会議員

### 芸能
- 柿辰丸 - 俳優
- 小田井涼平 - モデル、俳優
- 中村譲 - 俳優
- 桂坊枝 - 落語家
- 桂三若 - 落語家
- 桂三弥 - 落語家
- 桂三ノ助 - 落語家
- 恩田快人 - 元JUDY AND MARYベーシスト（中退）
- フースーヤ - お笑いコンビ（田中は中退）
- 井上裕介 - 漫才師、NON STYLE
- 街裏ぴんく - お笑い芸人
- ウルフルケイスケ - ウルフルズギタリスト
- 水津浩志 - 声優
- 一条和矢 - 声優
- 内浦純一 - 俳優
- 森下亮 - 俳優
- 水野祐樹 - 俳優
- 津田晴香 - ラジオパーソナリティ

### スポーツ
- 田中彰 - 元プロ野球選手
- 岡嵜雄介 - 高校野球指導者、元プロ野球選手
- 吉鷹弘 - シュートボクサー
- 武井壮 - 元陸上選手（十種競技 元日本チャンピオン）、スポーツタレント
- 藤谷匠 - プロサッカー選手
- 河村優 - サッカー指導者
- 坂本花織 - フィギュアスケート選手

### マスコミ
- 石橋真 - 中国放送アナウンサー
- 笹部佳子 - フリーアナウンサー、韓国放送公社KBSワールドラジオ日本語放送を担当
- 牧田衞活 - びわ湖放送アナウンサー
- 藤村幸司 - フリーアナウンサー、元長崎国際テレビアナウンサー
- マコーマック明子 - フリーアナウンサー
- 西田修 - フリーアナウンサー、元テレビ愛知アナウンサー
- 吉永達哉 - フリーMC、レノファ山口FCスタジアムMC

### その他
- 羽岡邦男 - 心理学者
- 小谷豪治郎 - 国際政治学者
- 日本橋ヨヲコ - 漫画家
- 西牟田靖 - ノンフィクション作家
- 番場秀一 - 映像作家
- 桑原理哲 - 東洋証券社長
- 櫻井博章-日本ヒューム常務
- 谷本慎二 - 退職代行モームリ提供 アルバトロス (コンサルティング会社)代表取締役